# (34424) Utashima
(34424) Utashima est un astéroïde de la ceinture principale.

## Description
(34424) Utashima est un astéroïde de la ceinture principale. Il fut découvert le 24 septembre 2000 au Bisei Spaceguard Center par BATTeRS. Il présente une orbite caractérisée par un demi-grand axe de 3,00 UA, une excentricité de 0,10 et une inclinaison de 9,5° par rapport à l'écliptique.

## Compléments